# Petroica boodang
Petroica boodang е вид птица от семейство Petroicidae. Видът е незастрашен от изчезване.

## Разпространение
Разпространен е в Австралия, Фиджи, Норфолк, Папуа-Нова Гвинея, Самоа, Соломоновите острови и Вануату.